# Steven Smith (scénariste)
Pour les articles homonymes, voir Steven Smith et Smith.
Steven Phillip Smith est un scénariste et producteur américain.

## Filmographie

### Scénariste
- 1980 : Le Gang des frères James (The Long Riders) de Walter Hill
- 1983-1988 : Hôtel
- 1990-1991 : Over My Dead Body
- 1994-1998 : New York Undercover (3 épisodes)
- 2002-2004 : Le Justicier de l'ombre
- 2002 : JAG

### Producteur
- 1988 : L'Enfer du devoir (1 épisode)
- 1991 : La Voix du silence (1 épisode - supervising producer)
- 2002 : Le Justicier de l'ombre (coproducteur délégué)
- 2002-2003 : JAG (producteur consultant)